# Arthur Pearson

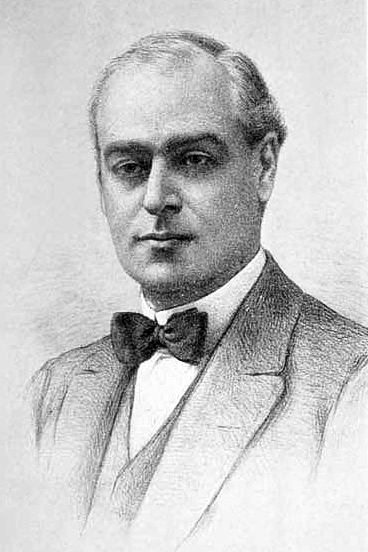
Sir Arthur Pearson.

Sir Cyril Arthur Pearson, 1:e baronet,, född 24 februari 1866 – död 9 december 1921, var en brittisk tidningsmagnat och publicist, kanske mest känd som grundare av Daily Express. Han hade trilldelats Brittiska Imperieorden.

## Tidigt liv
Pearson föddes i byn Wookey, Somerset och utbildades på det prestigefulla Winchester College i Hampshire. Sitt första jobb som journalist fick han av Londonpublicisten George Newnes. 

## Död
Pearson dog 1921 efter att ha fallit i sitt badkar. 1922 skrevs hans biografi, The Life of Sir Arthur Pearson, av Sidney Dark.